# Lamachus angularius
Lamachus angularius är en stekelart som först beskrevs av Davis 1897.  Lamachus angularius ingår i släktet Lamachus och familjen brokparasitsteklar. Inga underarter finns listade i Catalogue of Life.